# Semion Duhovnîi
Semion Duhovnîi (în rusă Семён Духовный; n. 28 mai 1934, Florești, județul Soroca, România – d. 24 ianuarie 2006, Israel) a fost un evreu basarabean, artist de operetă și bariton sovietic. A fost „Artist al poporului” din RSFSR (1981).

## Biografie
S-a născut în târgul Florești (acum oraș și centru raional din Republica Moldova) din județul Soroca, Basarabia, (România interbelică), în familia unui jurist. În 1960 a absolvit Conservatorul din Chișinău,  în același ani, a fost acceptat în trupa teatrului de comedie muzicală din Sverdlovsk. A debutat în „vals de Sevastopol”, înscenare a lui Vladimir Kurocikin.
A jucat, de asemenea, în filme-spectacol: „Petrecere de seară cu italieni” (1970), „Melodii de dragoste” (1974), „Eu iubesc operetta” (1975), „Serenada târzie” (1975).
În 1988 a părăsit teatrul din motive de sănătate și în 1990 a emigrat în Israel.